# Zielona Góra (district)
Zielona Góra (powiat zielonogórski) is een Pools district (powiat) in de Woiwodschap Lubusz. Het district heeft een oppervlakte van 1 349,75 km² en telt 75.750 inwoners in 2019.

## Steden
- Babimost (Bomst)
- Czerwieńsk (Rothenburg an der Oder)
- Kargowa (Unruhstadt)
- Nowogród Bobrzański (Naumburg am Bober)
- Sulechów (Züllichau)

De stad Zielona Góra (Grünberg) is een zelfstandig stadsdistrict.
Stadsdistricten:
Gorzów Wlkp. · Zielona Góra 

Districten:
Gorzów · Krosno · Międzyrzecz · Nowa Sól · Słubice · Strzelce-Drezdenko · Sulęcin · Świebodzin · Wschowa · Zielona Góra · Żagań · Żary